# مرشح أشعة فوق البنفسجية

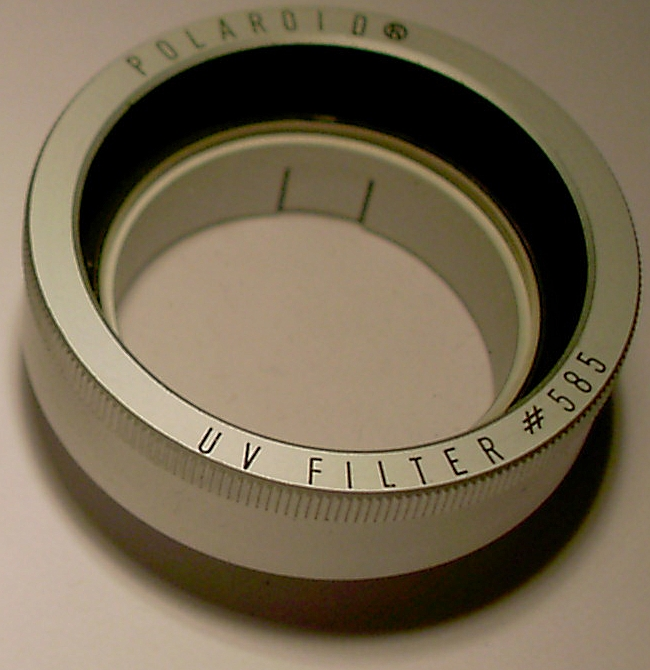

مرشح أشعة فوق البنفسجية  (بالإنجليزية : UV filter) هو مرشح قد يتكون من عدسة واحدة أو عدة عدسات
لامتصاص ومنع نفاذ الأشعة فوق البنفسجية. وتستعمل مرشحات الأشعة فوق البنفسجية في الكاميرات بغرض منع الزغللة والغيام التي تنشأ عن ضوء الأشعة فوق البنفسجية في الصور.

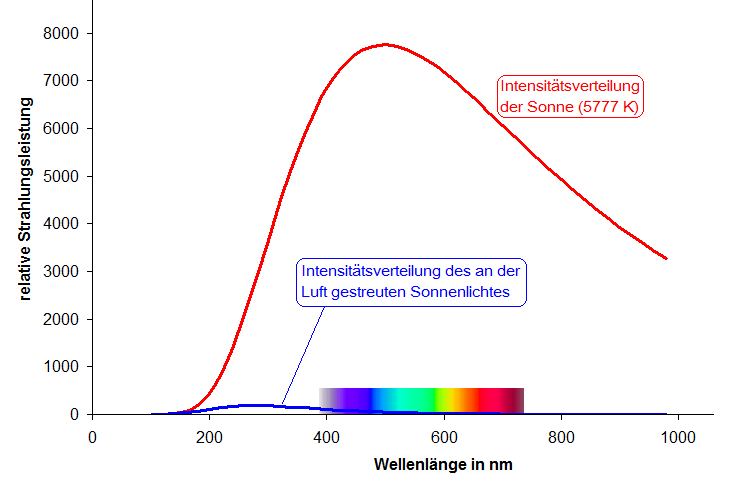

## اقرأ أيضا
- مرشح أشعة تحت الحمراء
- مزج ضوئي
- كهروضوئيات
- أجهزة بصرية
- حمام الشمس
- مرشح استقطابي
- تباين (بصريات)